# The Pioneers
The Pioneers est un des trios vocaux les plus marquants du early reggae, période précédant l'avènement du reggae, formé en 1962, ils se produisent encore de temps à autre.

## Biographie
The Pioneers est un groupe de musique jamaïcaine formé en 1962, ses membres sont à l'époque Winston Hewitt et les frères Crooks, Sydney Crooks (Né en 1945) et Derrick Crooks. Quand ils rentrent en studio en 1965 chez Leslie Kong pour enregistrer le titre ska Sometime, Winston Hewitt a été remplacé par Glen Adams. Sydney Crooks entre au studio Caltone en 1967. Adams étant devenu musicien de studio et Cedric Crooks parti, Sydney Crooks se retrouve seul, il recrute un jeune vocaliste, Jackie Robinson (Né en 1951) avec lequel il peut enregistrer le morceau qui arrive rapidement en tête des charts jamaïcains : Gimme Little Loving, produit par Joe Gibbs. Puis vient Long Shot, titre évoquant une race de pur-sang jamaïcain. De nouveau trio avec l'arrivée de George Agard, aussi appelé Johnny Melody (De son vrai nom George Dekker, né en 1946), poussé par son frère ainé qui n'est autre que Desmond Dekker, ils enregistrent à nouveau pour Leslie Kong sous le nom des Slickers puis des Pioneers pour le hit Long Shot (Kick De Bucket), suite du titre Long Shot, qui aura un succès certain au Royaume-Uni atteignant la 21e place des charts.
Un mois après leur apparition dans les charts britanniques, le groupe traverse l'Atlantique pour faire leur promotion, backé par le groupe Sweet Blindness. Le label britannique Trojan sort en 1969 un album des titres enregistrés pour Leslie Kong, Long Shot. En 1970, le groupe sort le LP Battle Of The Giants, toujours pour Leslie Kong, où l'influence du rythm'n'blues américain est désormais prégnante. Toujours la même année, ils enregistrent le single Starvation, dénonçant la famine au Nigeria pendant la guerre du Biafra. Vers la fin de l'année, ils s'associent à Jimmy Cliff pour sortir plusieurs singles dont Let Your Yeah Be Yeah, enregistré plus tôt dans l'année par Cliff. La musique des Pioneers est désormais un mélange pop-reggae plus destiné à une audience européenne que jamaïcaine et le groupe cherche à éviter d'être catalogué « groupe reggae ». Au milieu de l'année 1971, Let Your Yeah Be Yeah arrivera à la 5e place des charts britanniques, année qui marquera le groupe par le décès de leur producteur, Leslie Kong, d'une attaque cardiaque. Néanmoins, ils continuent de tourner dans de nombreux pays comme le Liban, l'Irlande ou l'Égypte, enregistrant aussi un nouvel album, Yeah.

## Discographie par années d'enregistrement
- 1968 - Greetings From The Pioneers
- 1969 - Long Shot
- 1970 - Battle Of The Giants
- 1971 - Yeah
- 1972 - I Believe In Love
- 1973 - Freedom Feeling
- 1974 - Roll On Muddy River
- 1974 - I'm Gonna Knock On Your Door
- 1976 - Feel the Rhythm ( Mercury records )Vinyl Soul
- 1978 - Pusher Man
- 1969-76 - From The Beginning (Compilation)
- 196X-7X - Give And Take (Compilation sortie en 2003)
- 196X-7X - Kick De Bucket (Compilation)
- 198X - What A Feeling

## Singles
- Sometime (1965)
- Good Nannie (1966)
- Too Late (1966)
- I love no other Girl (1966)
- Teardrops to a Smile (1966)
- Rudies Are The Greatest (1967)
- Some Of Them A Bawl (1967)
- Whip them (1967)
- Gimme little Loving (1967)
- Having A Bawl (1967)
- Long Shot (1968)
- Pan Ya Machete (1968)
- Dem A Laugh (1968)
- Run Come Walla (1968)
- Catch the Beat (1968)
- No Dope Me Pony (1968)
- Me Nah Go A Bellevue (1968)
- Catch The Beat (1968)
- Reggay Beat (1968)
- Mama Look Deh (1968)
- Jackpot (1968)
- Things got to Change (1968)
- Easy Come Easy Go (1968)
- Long Shot Kick De Bucket (1969)
- Black Bud (1969)
- Poor Remeses (1969)
- Samfie Man (1969)
- Simmer Down Quashi (1969)
- Battle of the Giants (1970)
- Money Day (1970)
- Cherri, Cherri (1970)
- Starvation (1970)
- I Need Your Sweet Inspiration (1970)
- Let Your Yeah Be Yeah (1971)
- Give and Take (1971)
- Time Hard (1972)